# 鏽色腔吻鱈
鏽色腔吻鱈，為輻鰭魚綱鱈形目鼠尾鱈科的其中一種，分布於東印度洋澳洲西部海域，屬深海底棲性魚類，深度420-691公尺，體長可達37公分，生活習性不明。